# Дізентіс/Муштер
Дізентіс/Муштер (нім. Disentis/Mustér) — громада  в Швейцарії в кантоні Граубюнден, регіон Сурсельва.

## Географія
Громада розташована на відстані близько 115 км на схід від Берна, 55 км на захід від Кура.
Дізентіс/Муштер має площу 91 км², з яких на 1,6% дозволяється будівництво (житлове та будівництво доріг), 20,4% використовуються в сільськогосподарських цілях, 24,8% зайнято лісами, 53,2% не є продуктивними (річки, льодовики або гори).

## Демографія
2019 року в громаді мешкало 2046 осіб (-3,1% порівняно з 2010 роком), іноземців було 14%. Густота населення становила 22 осіб/км².
За віковим діапазоном населення розподілялося таким чином: 17,1% — особи молодші 20 років, 55,1% — особи у віці 20—64 років, 27,8% — особи у віці 65 років та старші. Було 926 помешкань (у середньому 2,2 особи в помешканні).
Із загальної кількості 1162 працюючих 80 було зайнятих в первинному секторі, 300 — в обробній промисловості, 782 — в галузі послуг.